# Vòng loại Giải vô địch bóng đá thế giới 1974 – Khu vực châu Âu
Dưới đây là danh sách các trận đấu và kết quả của vòng loại Giải vô địch bóng đá thế giới 1974 khu vực châu Âu (UEFA). Để có cái nhìn tổng quan hơn về toàn bộ vòng loại, vui lòng tham khảo bài viết Vòng loại Giải vô địch bóng đá thế giới 1974.
Tổng cộng có 32 đội tuyển thuộc UEFA đăng ký tham dự vòng loại. Khu vực châu Âu được phân bổ 9,5 suất trong tổng số 16 suất tham dự vòng chung kết. Tây Đức – với tư cách là đội chủ nhà – được đặc cách vào thẳng vòng chung kết, để lại 8,5 suất còn lại cạnh tranh giữa 32 đội tuyển.
32 đội được chia thành 9 bảng đấu, gồm 4 bảng có 3 đội và 5 bảng có 4 đội. Các đội thi đấu vòng tròn hai lượt (sân nhà và sân khách). Đội đứng đầu mỗi bảng giành quyền vào vòng chung kết, ngoại trừ đội vô địch bảng 9 sẽ phải tham dự trận play-off liên lục địa giữa UEFA và CONMEBOL (khu vực Nam Mỹ).

## Bốc thăm
Lễ bốc thăm chia bảng vòng loại được tổ chức tại Düsseldorf vào ngày 17 tháng 7 năm 1971. Trong quá trình bốc thăm, các đội tham dự được phân vào 9 bảng đấu từ 4 nhóm hạt giống khác nhau.
| Pot A                                                        | Pot B                                                                       | Pot C                                                                          | Pot D                                 |
| ------------------------------------------------------------ | --------------------------------------------------------------------------- | ------------------------------------------------------------------------------ | ------------------------------------- |
| Ý Anh Tiệp Khắc Bỉ România Liên Xô Thụy Điển Bulgaria Nam Tư | Bồ Đào Nha Tây Ban Nha Pháp Đông Đức Đan Mạch Ba Lan Thụy Sĩ Hà Lan Hungary | Bắc Ireland Áo Thổ Nhĩ Kỳ Cộng hòa Ireland Wales Na Uy Scotland Hy Lạp Albania | Phần Lan Luxembourg Malta Iceland Síp |

## Vòng bảng

### Bảng 1
| Hạng | Đội tuyển | ST | T | H | B | BT | BB | HS  | Điểm |
| ---- | --------- | -- | - | - | - | -- | -- | --- | ---- |
| 1=   | Áo        | 6  | 3 | 2 | 1 | 14 | 7  | +7  | 8    |
| 1=   | Thụy Điển | 6  | 3 | 2 | 1 | 15 | 8  | +7  | 8    |
| 3    | Hungary   | 6  | 2 | 4 | 0 | 12 | 7  | +5  | 8    |
| 4    | Malta     | 6  | 0 | 0 | 6 | 1  | 20 | −19 | 0    |

Áo và Thụy Điển kết thúc vòng bảng với cùng số điểm và hiệu số bàn thắng bại, do đó một trận play-off đã được tổ chức trên sân trung lập để xác định đội giành quyền đi tiếp. Thụy Điển giành chiến thắng và đoạt vé tham dự vòng chung kết World Cup.

### Bảng 2
| Hạng | Đội tuyển  | ST | T | H | B | BT | BB | HS  | Điểm |
| ---- | ---------- | -- | - | - | - | -- | -- | --- | ---- |
| 1    | Ý          | 6  | 4 | 2 | 0 | 12 | 0  | +12 | 10   |
| 2    | Thổ Nhĩ Kỳ | 6  | 2 | 2 | 2 | 5  | 3  | +2  | 6    |
| 3    | Thụy Sĩ    | 6  | 2 | 2 | 2 | 2  | 4  | −2  | 6    |
| 4    | Luxembourg | 6  | 1 | 0 | 5 | 2  | 14 | −12 | 2    |

### Bảng 3
| Hạng | Đội tuyển | ST | T | H | B | BT | BB | HS  | Điểm |
| ---- | --------- | -- | - | - | - | -- | -- | --- | ---- |
| 1    | Hà Lan    | 6  | 4 | 2 | 0 | 24 | 2  | +22 | 10   |
| 2    | Bỉ        | 6  | 4 | 2 | 0 | 12 | 0  | +12 | 10   |
| 3    | Na Uy     | 6  | 2 | 0 | 4 | 9  | 16 | −7  | 4    |
| 4    | Iceland   | 6  | 0 | 0 | 6 | 2  | 29 | −27 | 0    |

### Bảng 4
| Hạng | Đội tuyển | ST | T | H | B | BT | BB | HS  | Điểm |
| ---- | --------- | -- | - | - | - | -- | -- | --- | ---- |
| 1    | Đông Đức  | 6  | 5 | 0 | 1 | 18 | 3  | +15 | 10   |
| 2    | România   | 6  | 4 | 1 | 1 | 17 | 4  | +13 | 9    |
| 3    | Phần Lan  | 6  | 1 | 1 | 4 | 3  | 21 | −18 | 3    |
| 4    | Albania   | 6  | 1 | 0 | 5 | 3  | 13 | −10 | 2    |

### Bảng 5
| Hạng | Đội tuyển | ST | T | H | B | BT | BB | HS | Điểm |
| ---- | --------- | -- | - | - | - | -- | -- | -- | ---- |
| 1    | Ba Lan    | 4  | 2 | 1 | 1 | 6  | 3  | +3 | 5    |
| 2    | Anh       | 4  | 1 | 2 | 1 | 3  | 4  | −1 | 4    |
| 3    | Wales     | 4  | 1 | 1 | 2 | 3  | 5  | −2 | 3    |

### Bảng 6
| Hạng | Đội tuyển   | ST | T | H | B | BT | BB | HS  | Điểm |
| ---- | ----------- | -- | - | - | - | -- | -- | --- | ---- |
| 1    | Bulgaria    | 6  | 4 | 2 | 0 | 13 | 3  | +10 | 10   |
| 2    | Bồ Đào Nha  | 6  | 2 | 3 | 1 | 10 | 6  | +4  | 7    |
| 3    | Bắc Ireland | 6  | 1 | 3 | 2 | 5  | 6  | −1  | 5    |
| 4    | Síp         | 6  | 1 | 0 | 5 | 1  | 14 | −13 | 2    |

### Bảng 7
| Hạng | Đội tuyển   | ST | T | H | B | BT | BB | HS | Điểm |
| ---- | ----------- | -- | - | - | - | -- | -- | -- | ---- |
| 1=   | Tây Ban Nha | 4  | 2 | 2 | 0 | 8  | 5  | +3 | 6    |
| 1=   | Nam Tư      | 4  | 2 | 2 | 0 | 7  | 4  | +3 | 6    |
| 3    | Hy Lạp      | 4  | 0 | 0 | 4 | 5  | 11 | −6 | 0    |

Tây Ban Nha và Nam Tư kết thúc vòng bảng với cùng số điểm và hiệu số bàn thắng bại, vì vậy một trận play-off đã được tổ chức trên sân trung lập để quyết định đội giành quyền tham dự vòng chung kết. Nam Tư giành chiến thắng và đoạt vé dự World Cup.

### Bảng 8
| Hạng | Đội tuyển | ST | T | H | B | BT | BB | HS  | Điểm |
| ---- | --------- | -- | - | - | - | -- | -- | --- | ---- |
| 1    | Scotland  | 4  | 3 | 0 | 1 | 8  | 3  | +5  | 6    |
| 2    | Tiệp Khắc | 4  | 2 | 1 | 1 | 9  | 3  | +6  | 5    |
| 3    | Đan Mạch  | 4  | 0 | 1 | 3 | 2  | 13 | −11 | 1    |

### Bảng 9
| Hạng | Đội tuyển        | ST | T | H | B | BT | BB | HS | Điểm |
| ---- | ---------------- | -- | - | - | - | -- | -- | -- | ---- |
| 1    | Liên Xô          | 4  | 3 | 0 | 1 | 5  | 2  | +3 | 6    |
| 2    | Cộng hòa Ireland | 4  | 1 | 1 | 2 | 4  | 5  | −1 | 3    |
| 3    | Pháp             | 4  | 1 | 1 | 2 | 3  | 5  | −2 | 3    |

Liên Xô giành quyền tham dự trận play-off UEFA–CONMEBOL.

## Play-off liên lục địa
| Đội 1   | TTS  | Đội 2 | Lượt đi | Lượt về |
| ------- | ---- | ----- | ------- | ------- |
| Liên Xô | w.o. | Chile | 0–0     | 0–2     |

Chile giành quyền tham dự vòng chung kết World Cup 1974 do đối thủ bỏ cuộc (thắng mà không cần thi đấu).

## Cầu thủ ghi bàn
7 bàn thắng
- Hristo Bonev
- Joachim Streich
- Gigi Riva
- Johan Cruyff

5 bàn thắng
- Willy Brokamp
- Florea Dumitrache
- Roland Sandberg

4 bàn thắng
- Raoul Lambert
- Jürgen Sparwasser
- Johan Neeskens
- Ralf Edström
- Bo Larsson

3 bàn thắng
- Josef Hickersberger
- Kurt Jara
- Georgi Denev
- Zdeněk Nehoda
- Bohumil Veselý
- Ferenc Bene
- Tor Egil Johansen
- Dušan Bajević

2 bàn thắng
- August Starek
- Léon Dolmans
- Odilon Polleunis
- Bozhil Kolev
- Bernd Bransch
- Hans-Jürgen Kreische
- Wolfram Löwe
- Lajos Kocsis
- Sándor Zámbó
- Terry Conroy
- Gianni Rivera
- Wim van Hanegem
- Trevor Anderson
- Harry Hestad
- Jan Domarski
- Robert Gadocha
- Rui Jordão
- Nené
- Ion Dumitru
- Dumitru Marcu
- Mircea Sandu
- Volodymyr Onyshchenko
- José Claramunt
- Rubén Óscar Valdez
- Ove Kindvall
- Osman Arpacıoğlu
- Stanislav Karasi

1 bàn thắng
- Sabah Bizi
- Mihal Gjika
- Ramazan Rragami
- Franz Hasil
- Roland Hattenberger
- Norbert Hof
- Helmut Köglberger
- Thomas Parits
- Peter Pumm
- Jean Dockx
- Paul van Himst
- Frans Janssens
- Atanas Mihaylov
- Kokos Antoniou
- Přemysl Bičovský
- Vladimír Hagara
- Ladislav Petráš
- Ole Bjørnmose
- Finn Laudrup
- Peter Ducke
- Colin Bell
- Allan Clarke
- Norman Hunter
- Jarmo Manninen
- Olavi Rissanen
- Miikka Toivola
- Georges Bereta
- Serge Chiesa
- Jean-Michel Larqué
- Antonis Antoniadis
- Mimis Domazos
- Kostas Eleftherakis
- Giorgos Koudas
- László Bálint
- Antal Dunai
- István Juhász
- Mihály Kozma
- Csaba Vidáts
- Elmar Geirsson
- Örn Óskarsson
- Mick Martin
- Ray Treacy
- Pietro Anastasi
- Fabio Capello
- Giorgio Chinaglia
- Nico Braun
- Gilbert Dussier
- Anton Camilleri
- Arie Haan
- Barry Hullshoff
- Theo de Jong
- Piet Keizer
- René van der Kerkhof
- Dick Schneider
- Sammy Morgan
- Liam O'Kane
- Martin O'Neill
- Jan Fuglset
- Tom Lund
- Per Pettersen
- Harald Sunde
- Grzegorz Lato
- Włodzimierz Lubański
- Humberto Coelho
- Eusébio
- Chico Faria
- Artur Jorge
- Alfredo Quaresma
- António Simões
- Emerich Dembrovschi
- Nicolae Dobrin
- Dudu Georgescu
- Radu Nunweiller
- Nicolae Pantea
- Teodor Tarălungă
- Jimmy Bone
- Kenny Dalglish
- Joe Harper
- Jim Holton
- Joe Jordan
- Peter Lorimer
- Lou Macari
- Willie Morgan
- Oleh Blokhin
- Vladimir Fedotov
- Viktor Kolotov
- Amancio Amaro
- Juan Manuel Asensi
- Roberto Juan Martínez
- Juan Cruz Sol
- Ove Grahn
- Dag Szepanski
- Rolf Blättler
- Karl Odermatt
- Köksal Mesçi
- Mehmet Türkkan
- Melih Atacan
- Trevor Hockey
- Leighton James
- John Toshack
- Jovan Aćimović
- Josip Katalinski
- Ivica Šurjak

1 bàn phản lưới nhà
- Einar Gunnarsson (trong trận gặp Bỉ)
- Charles Spiteri (trong trận gặp Áo)
- Josip Katalinski (trong trận gặp Hy Lạp)